# Émile Antoine Henry de Bouillane de Lacoste
Pour les articles homonymes, voir Boulianne et Bouillane de Lacoste.
Émile Antoine Henry de Bouillane, né le 14 janvier 1867 à Montélimar où il est mort le 25 septembre 1937, est un militaire et explorateur français officier de la Légion d'honneur (commandant).

## Biographie
Émile Antoine Henry de Bouillane est issu d'une famille anoblie en 1475 en Dauphiné mais qui a perdu sa noblesse. Fils de Henri Louis de Bouillane de Lacoste (1821-1888) et d'Émilie Morin, il est né le 14 janvier 1867 à Montélimar (Drôme, France).
Il obtient son baccalauréat en sciences en 1885. Par la suite, il part pour Lyon où il s'engage volontairement dans l'armée pour une durée de cinq ans. Il entre à l'École spéciale militaire de Saint-Cyr, dont il sort sous-lieutenant en 1887. Il sert ensuite durant sept ans dans le 22e bataillon alpin de chasseurs à pied (22e BACP) stationné à Albertville en Savoie. Il devint rapidement Chef de Bataillon au 130e régiment d'infanterie.
Il fait alors des rapports appréciés sur ses missions : on le signale aussi comme étant un très bon alpiniste et un excellent dessinateur. Il poursuit sa formation entre 1890 et 1893 à l'école de gymnastique de Joinville-le-Pont (Val-de-Marne, France), et en Suède où il étudie les sports d'hiver et la gymnastique.
En 1891, il entreprend un voyage à Jérusalem, puis il sert en 1894 en Algérie dans le 2e régiment étranger d'infanterie durant une période de sept mois. Entre 1895 et 1897, il sert dans la Légion étrangère en Indochine (Tonkin et Annam) comme officier du renseignement et est chargé en 1899-1900 avec Hippolyte Enselme d'une mission d'exploration de la Mandchourie. 
Nommé chevalier de la Légion d'honneur le 17 septembre 1901, il est chargé d'une étude sur la prolongation du Transsibérien à travers la Mandchourie. Il parcourt ensuite pendant plusieurs années la Perse, le Béloutchistan, l'Himalaya, l'Afghanistan, le Pamir, et finalement la Mongolie où il visite et fait des relevés de nombreux sites archéologiques.
Il est fait Officier de la Légion d'honneur le 7 juin 1912. Il est décédé en 1937 à Montélimar (Drôme, France).
Avant 1900 il fait don d'une riche collection de bijoux laotiens en argent au musée colonial de Marseille.
Il est resté célibataire et sans enfants.

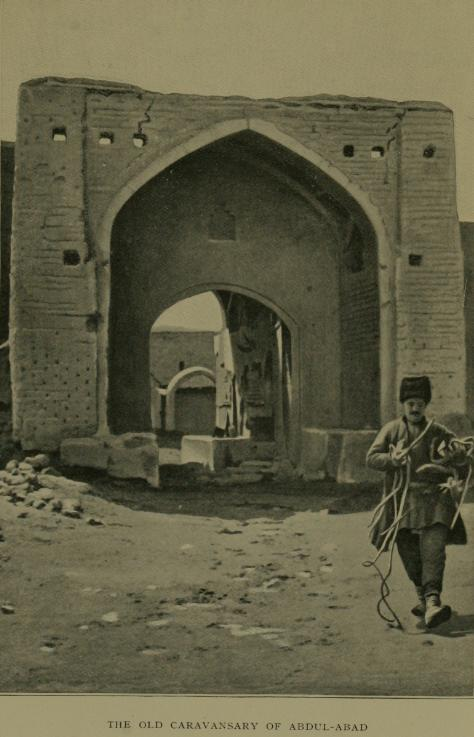
Autour de l'Afghanistan (1908) : porte du caravansérail d'Abdul-Abad.

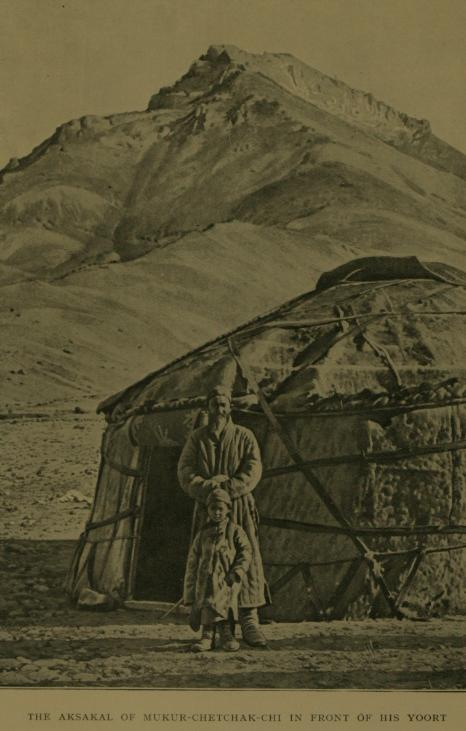
Autour de l'Afghanistan (1908) : Aksakal devant sa yourte.

## Œuvres principales
Émile Antoine Henry de Bouillane de Lacoste est l'auteur de plusieurs ouvrages, dont :

### Publications écrites
- Henry de Bouillane de Lacoste (préf. Georges Leygues), Autour de l'Afghanistan (aux frontières interdites), 1908, xv-223 (lire en ligne). .
- Dossier sur le voyage en Mandchourie de Bouillane de Lacoste et de Enselme en 1900 : conférence de Bouillane de Lacoste à la Société de géographie, le 25 janvier 1902 (30 pages manuscrites), préface par G. Du Chaylard du Voyage en Mandchourie de Enselme, 28 mars 1902 (6 feuilles dactylographiées), "A travers la Mandchourie. Le Chemin de fer de l'est chinois. Le Développement de l'influence russe", par H. Enselme (202 feuilles dactylographiées), tableau des tarifs de l'ancienne compagnie de navigation de l'Amour (imprimé en russe)[13].
- Au pays sacré des anciens Turcs et des Mongols, livre accompagnant les expositions au Musée national des arts asiatiques Guimet, Paris, 26 novembre 1993-14 mars 1994 ; et à la Médiathèque Maurice Pic, Montélimar, 15 juillet-15 septembre 1994, éd. Réunion des musées nationaux.
- Au pays sacré des anciens Turcs et des Mongols, Paris, Émile-Paul, 1911, in-4°, 232 p., planches en noir et en couleurs.
- Voyage d'étude en Asie centrale, projet d'itinéraire par la Perse, le Turkestan russe, l'Inde, s.d. (3 pages) ; correspondance à ce sujet, janvier-novembre 1908 (5 lettres et télégramme) ; pièce comptable relative à la mission, s.d. ; récit de son voyage, s.d. (1907) (29 feuillets dactylographiées, le 1er manquant) ; extrait du "Journal des voyages" relatif à cette exploration, s.d. (1 f. imprimé).
- Projet de voyage du commandant de Lacoste dans la Mongolie occidentale, s.d. (1908) (2 pages).
- Conférence sur la Mandchourie et la politique russe en Extrême-Orient, 25 janvier 1902 à la Société de géographie, 30 p.
- À travers la Mandchourie. Le Chemin de fer de l'Est chinois. Le Développement de l'influence russe, 1902, par Hippolyte Enselme, compagnon de Henry de Bouillane de Lacoste dans leur mission en Mandchourie (202 feuillets dactylographiées et 6 feuillets dactylographiées de préface de Georges du Chaylard, le tout publié en 1903 chez J. Rueff à Paris).
- Tableau imprimé en russe des taxes de navigation sur l'Amour et ses affluents, s.d. (vers 1900).

### Photographie
- Henry de Bouillane de Lacoste (photographe), « Album de 97 photogr. de la mission du commandant de Bouillane de Lacoste en 1909 en Mongolie », photogr. par Bouillane de Lacoste (1867-1937). Don de Mme Henri Cordier en 1925, sur gallica, 1909.
- Album de 104 photos de la mission du commandant de Bouillane de Lacoste en 1906-1907 en Perse, au Pamir, Turkestan russe et chinois, Ladakh ou Petit Tibet Cachemire, Séistan, photographies par Bouillane de Lacoste, don de Mme Henri Cordier en 1925.
- Mission Bouillane de Lacoste, Mongolie, camp de mission près du monastère d'Erden Dzou, Karakorum.

### Cartographie
- Itinéraire de la mission de Lacoste en Mongolie septentrionale (carte au 1/5 000 000).

### Lettres
- Lettre relative à sa mission en Asie centrale, Yarkand, 9 août 1906.
- Voyage d'étude en Asie centrale, projet d'itinéraire par la Perse, le Turkestan russe, l'Inde, s.d. (3 pages) ; correspondance à ce sujet, janvier-novembre 1908 (5 lettres et télégramme) ; pièce comptable relative à la mission, s.d. ; récit de son voyage, s.d. (1907) (29 feuillets dactylographiées, le 1er manquant) ; extrait du "Journal des voyages" relatif à cette exploration, s.d. (1 feuillets imprimé).
- 2 lettres relatives à sa conférence du 22 avril 1910 sur sa mission en Mongolie septentrionale, mai 1910.
- Liste de ses voyages en Asie (1891-1909) (3 pages).

## Mentions et récompenses
- Chevalier de la Légion d'honneur (17 septembre 1901)[14].
- Officier de la Légion d'honneur (7 juin 1912)[15].
- Prix de Jouy de l'Académie française pour Autour de l'Afghanistan (7 décembre 1911)[16].

Autour de l'Afghanistan (aux frontières interdites), 1908
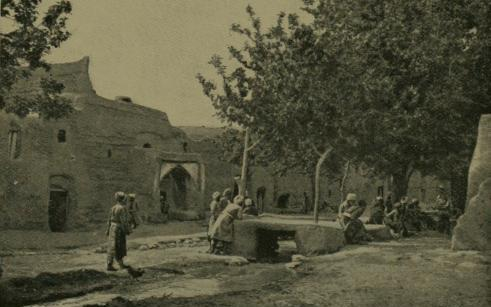
Meyameï (en).
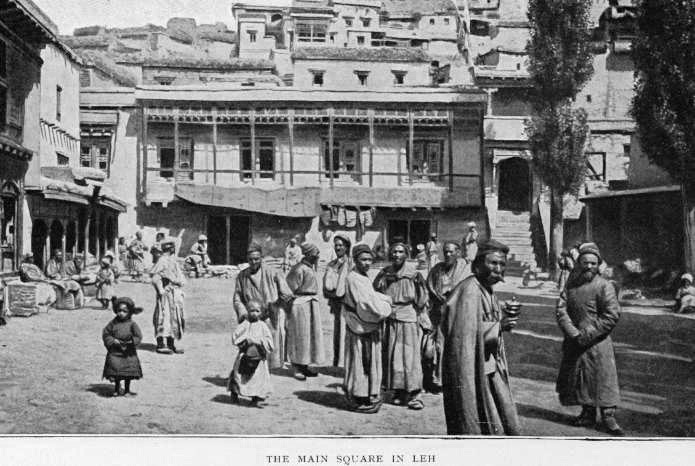
Place principale de Leh.
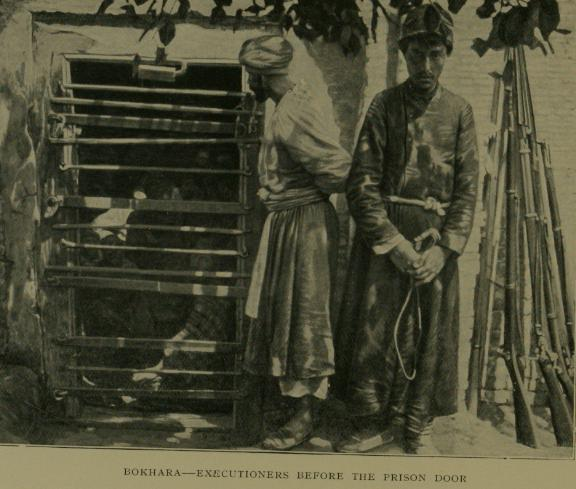
Bourreaux à la porte de la prison de Boukhara.
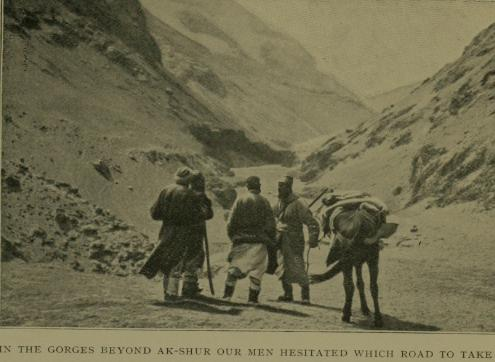
Gorges au-delà d'Ak-Shur.
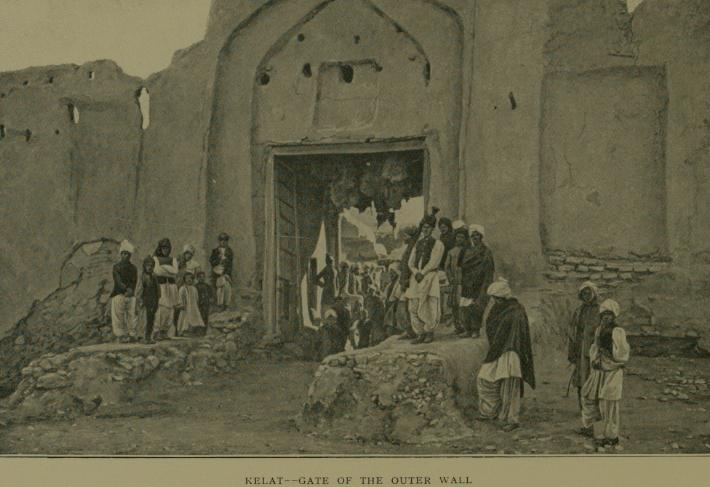
Porte des murailles de Kelat.

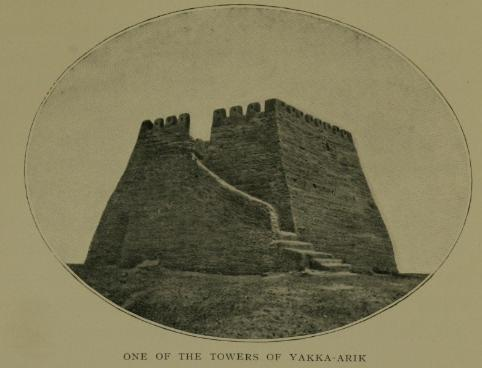
Une des tours de Yakka-Arik (dans l'actuel Xian de Yarkand).
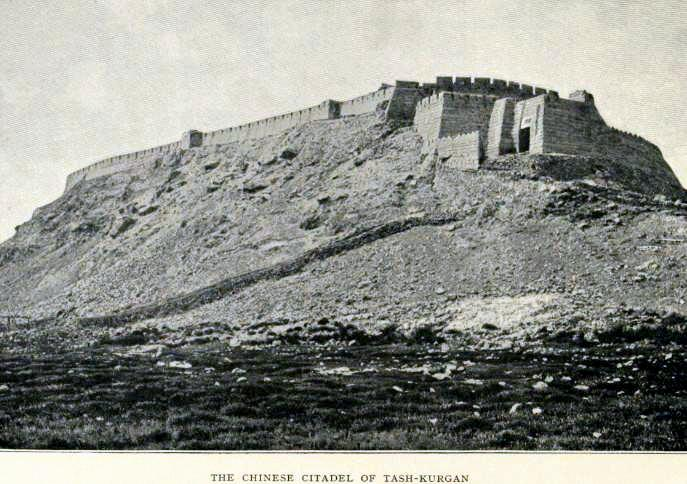
Forteresse chinoise de Tash-Kurgan.
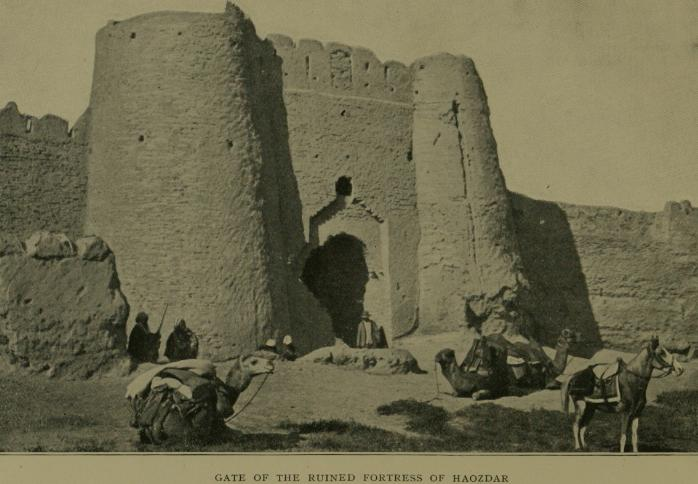
Ruines des portes de la forteresse d'Haozdar (dans le Sistân).
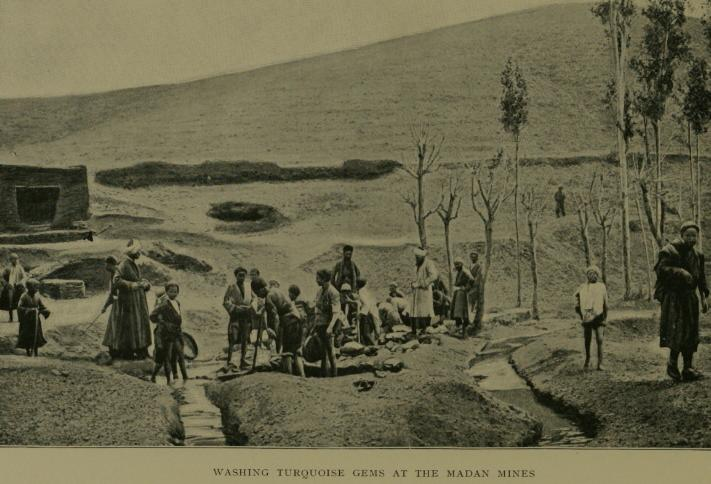
Lavage des turquoises aux mines de Madan (Iran).
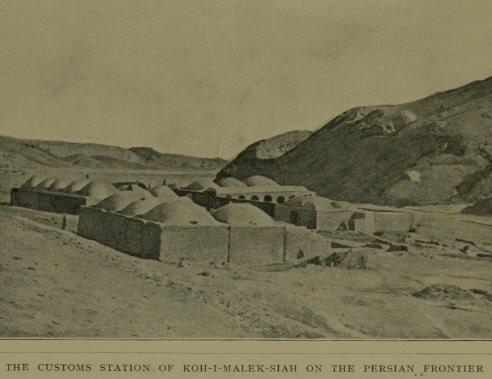
Poste-frontière de Koh-I-Malek-Siah.